# Willa Matyldy Krzesińskiej

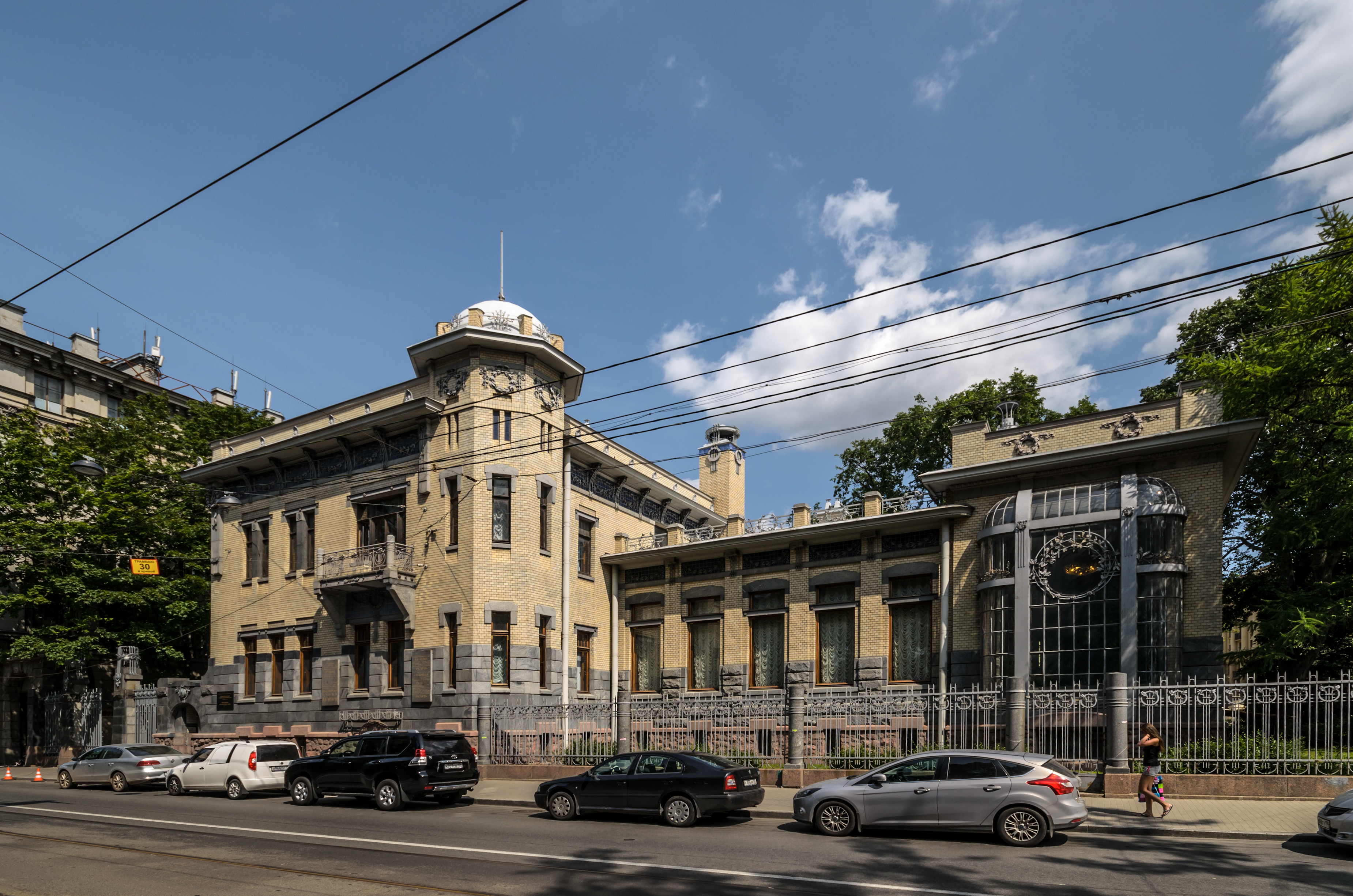
Widok ogólny willi.

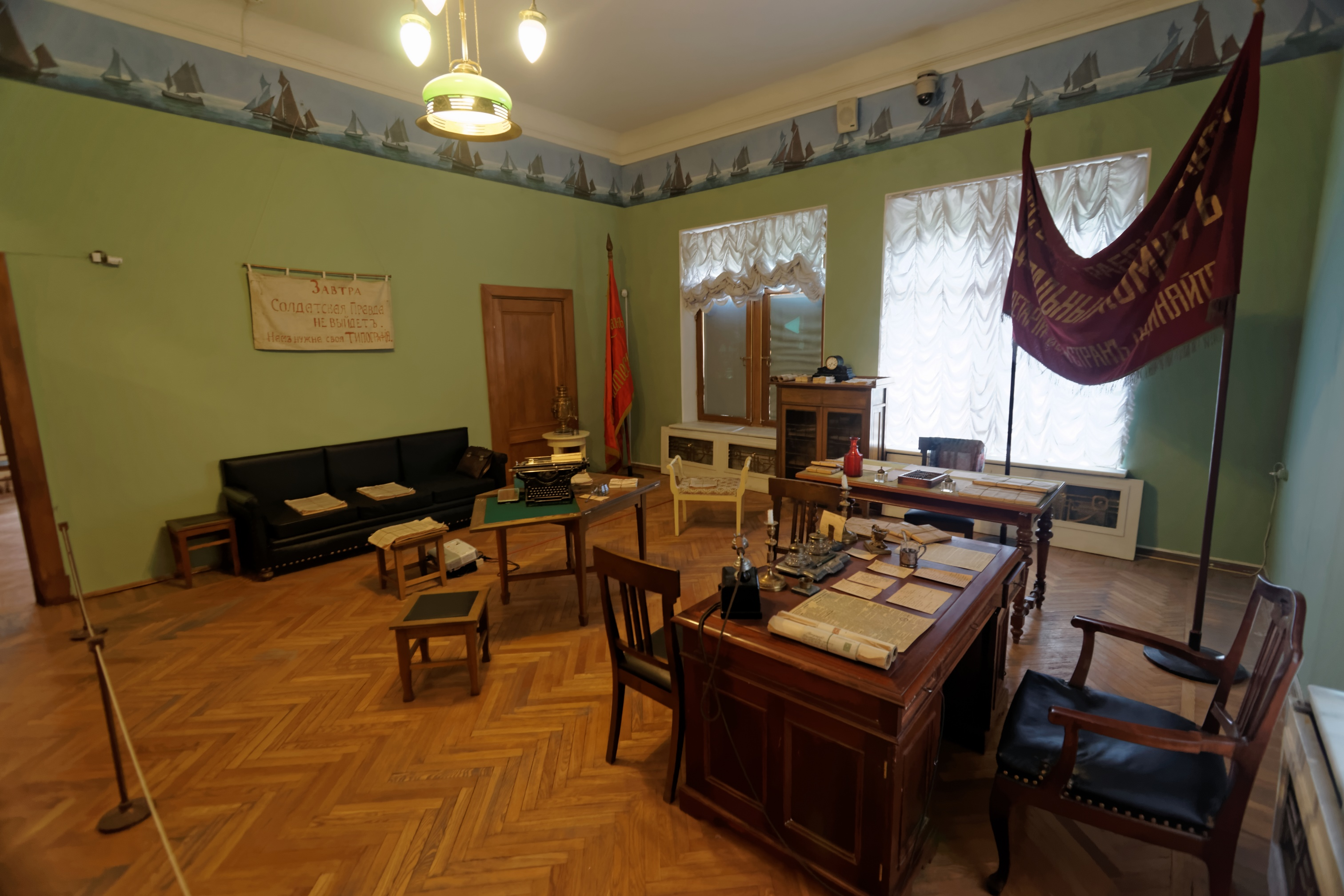
Wnętrze willi - muzealna rekonstrukcja biura bolszewików.

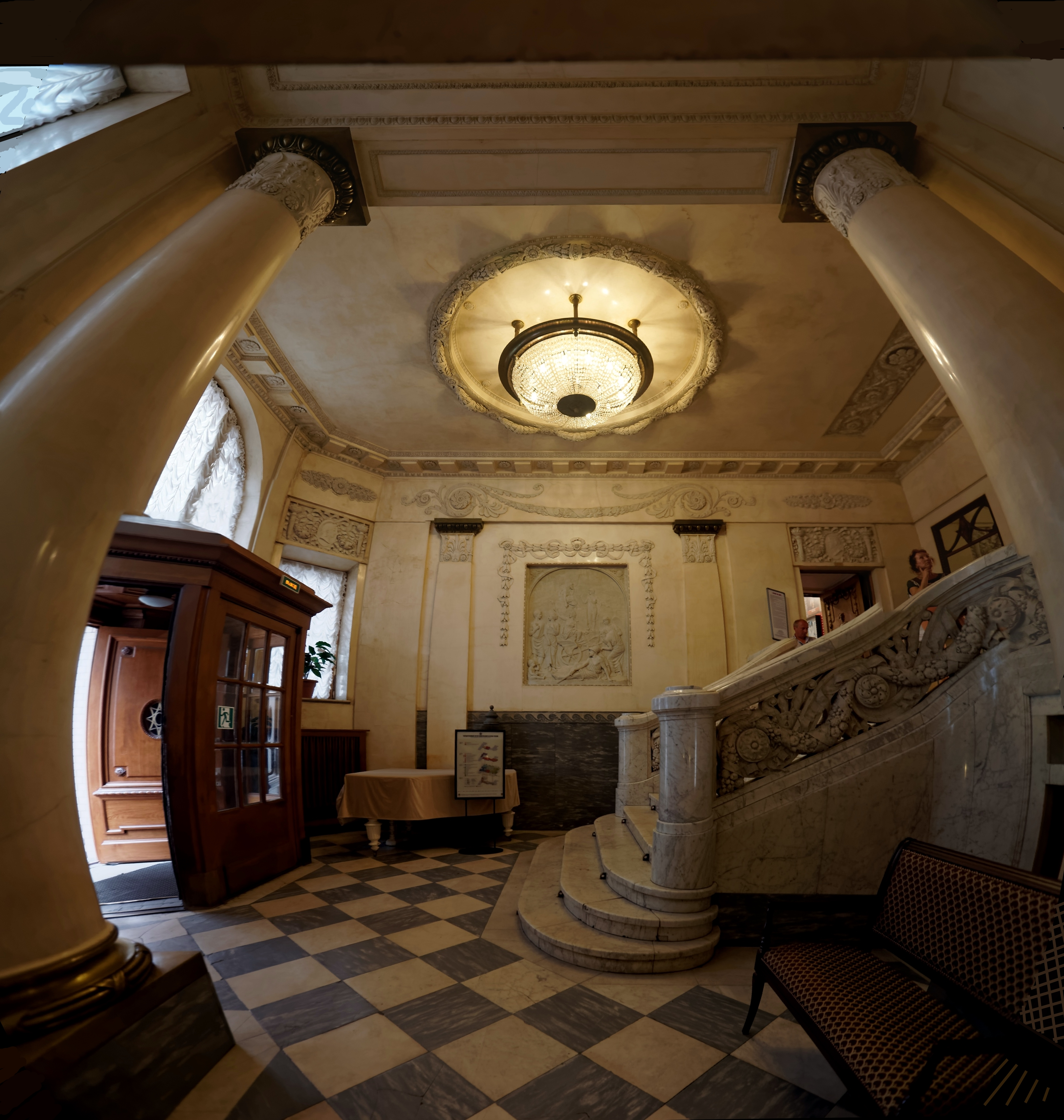
Wnętrze muzeum.

Willa Matyldy Krzesińskiej – zabytkowa willa w Petersburgu, na Wyspie Piotrogrodzkiej przy ul. Kujbyszewa. Między kwietniem a lipcem 1917 r. willę zajmował komitet centralny partii bolszewickiej. Od 1957 r. w budynku otwarto Muzeum Wielkiej Socjalistycznej Rewolucji Październikowej, które po upadku ZSRR przekształcono w Państwowe Muzeum Historii Politycznej Rosji.

## Historia
W kwietniu 1904 r. Aleksandr Kolling, działając jako pośrednik w imieniu primabaleriny Teatru Maryjskiego Matyldy Krzesińskiej, nabył działkę budowlaną w pobliżu skrzyżowania ul. Bolszej Dworianskiej (obecnie Kujbyszewa) i Prospektu Kronwierkskiego. W ciągu dwóch lat na zamówienie kobiety wzniesiono w tym miejscu willę w stylu modernistycznym, według projektu akademika architektury Aleksandra von Gogena. Był to jeden z pierwszych budynków w tej dzielnicy Petersburga, która zaczęła szybko się rozwijać po wzniesieniu Mostu Troickiego.
W ostatnich latach Imperium Rosyjskiego willa Krzesińskiej była jednym z centrów życia kulturalnego w stolicy. Matylda Krzesińska podejmowała w domu artystów petersburskich teatrów, organizowała przyjęcia, prywatne spektakle i koncerty. Tutaj również przyjmowała swoich kochanków z panującej dynastii Romanowów (wielcy książęta Włodzimierz Aleksandrowicz, Sergiusz Michajłowicz, Andrzej Władimirowicz).
27 lutego 1917 r. znana z romansów z książętami artystka otrzymała anonimowe listy z pogróżkami, co skłoniło ją do ucieczki z domu. Balerina zabrała ze sobą jedynie torebkę z kosztownościami, zostawiając całe wyposażenie willi na miejscu. Jego znaczna część została w kolejnych dniach rozkradziona. Następnie pierwszą kondygnację budynku zajęli żołnierze. Z nimi porozumieli się bolszewicy - 11 marca w budynku rozlokował się komitet centralny partii oraz jej petersburskie struktury.
Po przyjeździe do Piotrogrodu w jednym z pomieszczeń swój gabinet urządził Włodzimierz Lenin, który wielokrotnie wygłaszał przemówienia z balkonu willi; w innych pokojach pracowali Grigorij Zinowjew i Józef Stalin. Matylda Krzesińska próbowała porozumieć się z bolszewikami w sprawie zwrotu budynku, ci jednak odmówili, także wtedy, gdy oświadczenie o niedopuszczalności zajmowania cudzej nieruchomości wydała Piotrogrodzka Rada Delegatów Robotniczych i Żołnierskich. Żądania Krzesińskiej były obiektem plotek i szyderstw opinii publicznej, nawet przedstawiciele liberalnej inteligencji byli zdania, że willa powinna stać się własnością publiczną. Minister sprawiedliwości Aleksandr Kiereński przekazał balerinie, że jej dom nie będzie siłą odebrany bolszewikom, gdyż ci z pewnością będą się bronili i dojdzie do krwawego starcia. W maju 1917 r. sąd nakazał bolszewikom opuszczenie budynku w ciągu miesiąca.
Ostatecznie kierownictwo partii bolszewickiej pośpiesznie opuściło willę dopiero 6/19 lipca, po kryzysie lipcowym. Do budynku wkroczyli żołnierze wierni Rządowi Tymczasowemu, którzy całkowicie zdewastowali obiekt. Rząd ostatecznie nigdy nie zwrócił Krzesińskiej jej domu.
Po rewolucji październikowej budynek został przekazany radzie miejskiej Piotrogrodu. Swoją siedzibę miało w nim Towarzystwo Starych Bolszewików, izba pamięci Lenina, muzeum Kirowa, następnie od 1957 r. Muzeum Wielkiej Socjalistycznej Rewolucji Październikowej. W procesie organizacji muzeum, w latach 1955-1957, willę Krzesińskiej połączono z sąsiednim domem należącym do przemysłowca Branta.
Po upadku ZSRR muzeum rewolucji zmieniło profil działania, stając się Muzeum Historii Politycznej Rosji.

## Architektura
Wzniesiona w stylu secesyjnym (także art nouveau, ros. модерн – modern) willa została zbudowana na nieregularnym planie, skonstruowana z kilku części o różnej wysokości, z oknami różniącymi się rozmiarami. Zasada kontrastów była respektowana także przy doborze materiałów: w różnych miejscach użyto czerwonego i szarego granitu, cegły, płytek majolikowych, niektóre elementy dekoracyjne wykonano z metalu. Wejście do budynku nie zostało umieszczone na elewacji frontowej od strony Prospektu Kronwierkskiego, ale przez podwórze. Ponadto na posesji rozmieszczono ogród zimowy.
We wnętrzu obszernego budynku umieszczono dwa rzędy pomieszczeń w amfiladzie. W podziemiu znajdowały się pomieszczenia dla służby, na pierwszej kondygnacji - salony i większe sale, gdzie gospodyni przyjmowała gości i organizowała przyjęcia, w tym największa sala.